# Korsós Dorina
Korsós Dorina (Kecskemét, 1995. szeptember 3. –) magyar válogatott kézilabdázó, balszélső, a román Rapid București játékosa. Pályafutása legnagyobb sikerei a Győrrel szerzett három BL-győzelem, illetve bajnoki címei.

## Pályafutása

### Klubcsapatokban
A 2015-ös Bajnokok ligája szezon legjobb védőjátékosának választották.
A 2017 márciusában meghosszabbította három évvel a szerződését a győri csapattal, valamint azt is bejelentették, hogy a következő szezont a német bajnoki bronzérmes, EHF-kupa induló TuS Metzingennél tölti.
Sorozatos sérülései miatt több, mint kétéves kihagyásra kényszerült, ezt követően 2018 decemberében mutatkozott be a német csapatban tétmérkőzésen.
2021 januárjában hivatalossá vált, hogy négyévnyi légióskodás után visszatér Magyarországra, és 2021 nyarától a DVSC csapatában folytatja pályafutását. 2022 januárjában idény közben átigazolt a román első osztályban szereplő Rapid Bukaresthez, amellyel a szezon végén bajnoki címet szerzett.

## Sikerei, díjai
- Magyar bajnok (2012, 2013, 2014, 2016, 2017) 
  - Második helyezett (2015)
- Magyar Kupa-győztes (2012, 2013, 2014, 2015, 2016)
- Román bajnok (2022)
- EHF-Bajnokok Ligája-győztes (2013, 2014, 2017) 
  - Második helyezett (2016)